# Lahıc
Lahıc – miejscowość w północnym Azerbejdżanie, w rejonie İsmayıllı, położona w dolinie rzeki roztokowej Girdiman w południowej części Wielkiego Kaukazu. Liczy 1800 mieszkańców.
Miejscowość słynie z rzemieślniczych wyrobów metalurgicznych z miedzi - w tutejszych pracowniach wytwarza się miedziane naczynia i ozdoby. Częściowo zachowała się tu też tradycyjna architektura.
Tutejsza ludność posługuje się językiem tackim, zbliżonym do języka perskiego. Zgodnie z miejscowym podaniem przodkowie mieszkańców Lahıc przybyli do Azerbejdżanu z okolic irańskiego miasta Lahidżan.

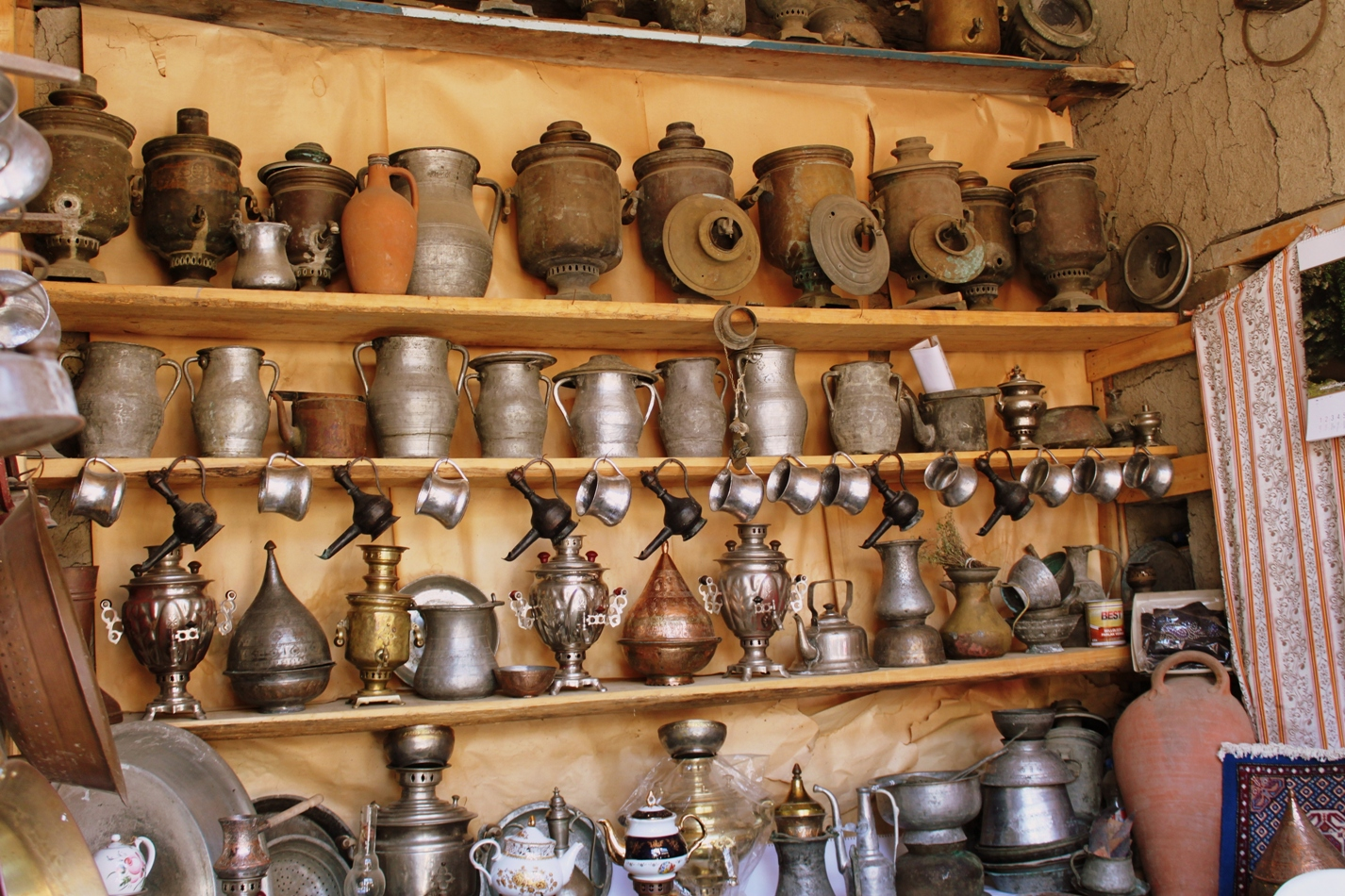
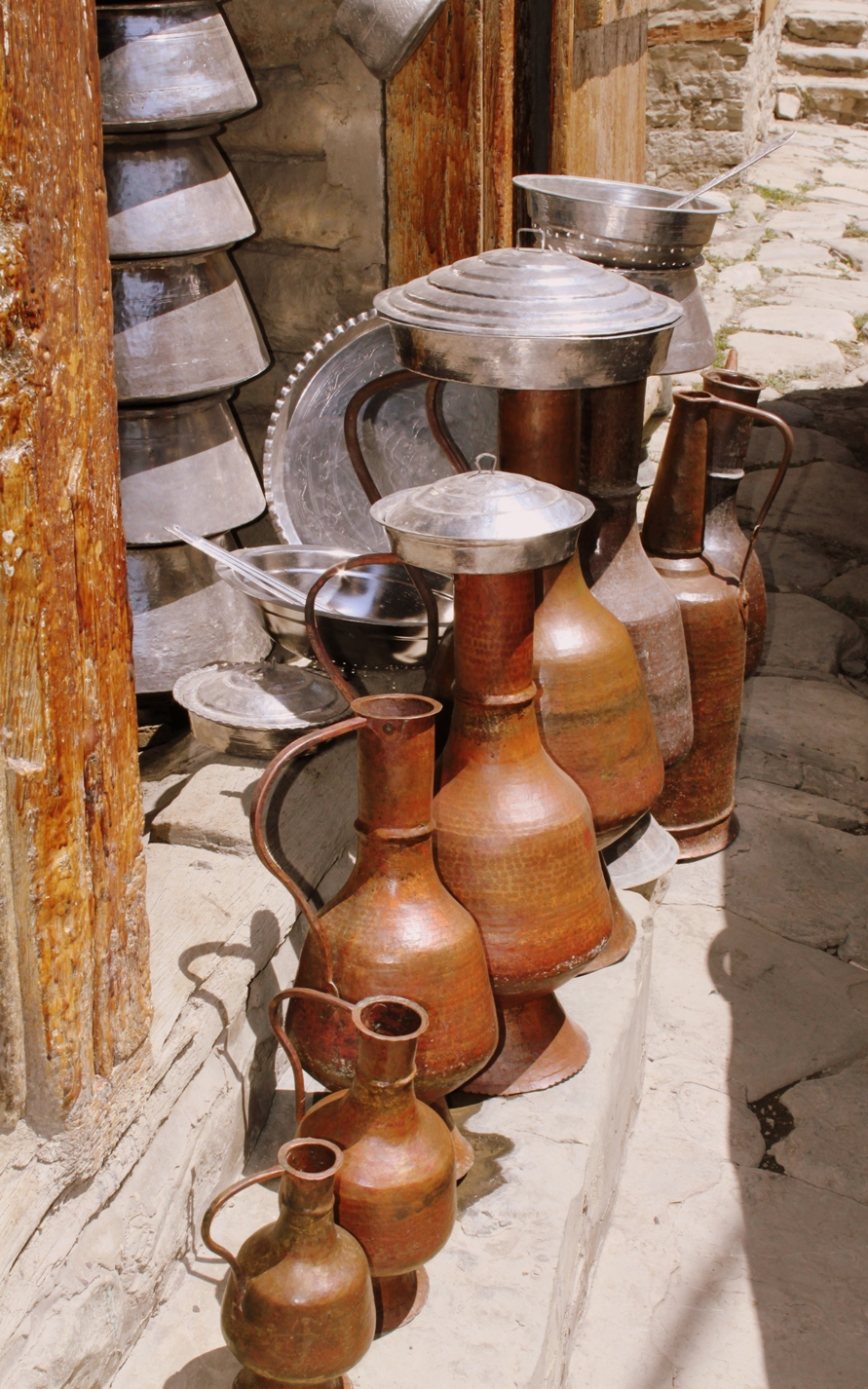
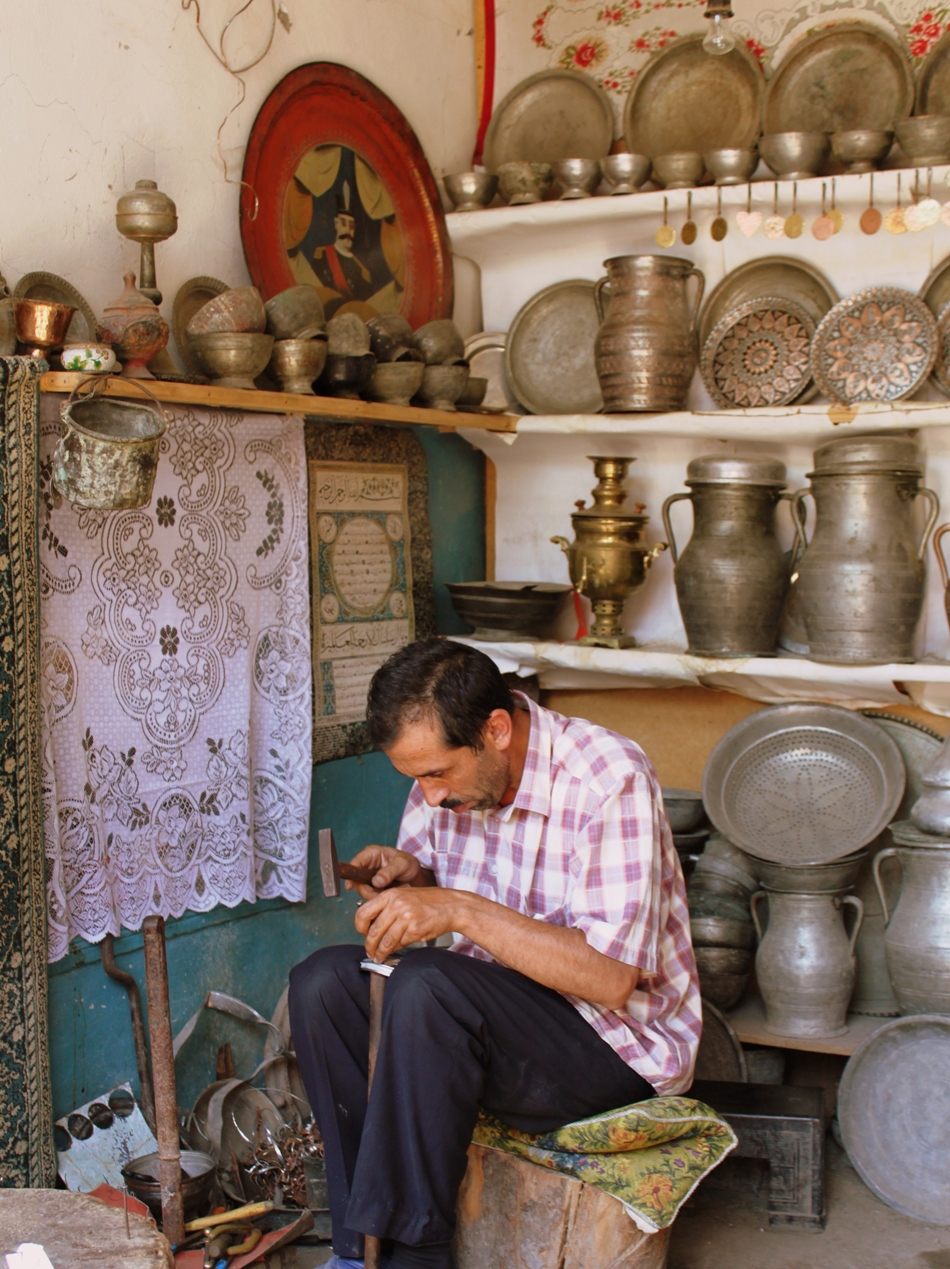